# Leontesbrücke
Die Leontesbrücke war eine römische Segmentbogenbrücke im Libanon, die 10 km nördlich von Tyrus in der Gegend von Nahr Abou Assouad über den antiken Fluss Leontes (Litani) führte. Ihr einziger Bogen besaß mit einer Überhöhung von 3,1 zu 1 ein recht flaches Profil. Das Bauwerk stammte aus dem 3. oder 4. Jahrhundert n. Chr.